# Kotwica zawoźna
Kotwica zawoźna, inaczej werp – termin z zakresu żeglugi dotyczący sposobu kotwiczenia polegającego na załadowaniu kotwicy na szalupę lub bączka i wywiezieniu jej na większą odległość, tak aby kąt pomiędzy dnem a liną (łańcuchem) kotwicznym był jak najmniejszy. Im mniejszy kąt tym teoretycznie większa siła trzymania.
Ten sposób kotwiczenia często stosowany był na dawnych żaglowcach, które nie miały pomocniczego napędu mechanicznego, celem odejścia z niebezpiecznego miejsca lub ucieczki przed nieprzyjacielem w braku wiatru. Obecnie kotwicę zawoźną wykorzystuje się m.in. do zejścia z mielizny.